# Denim
Denim er et slidstærkt, blåt bomuldsstof, der anvendes til arbejdsbukser og cowboybukser. 
Ordet er afledt fra den franske betegnelse serge de Nîmes – dvs. kipervævet stof fra Nîmes, hvor det blev først blev produceret.
Levi Strauss begyndte at producere bukser og overalls af sejldug som arbejdstøj til guldminearbejderne i Californien. Levi Strauss og Jacob Youphes (senere Davis) brugte sidenhen denim.